# Fontaine-les-Grès
Pour les articles homonymes, voir Fontaine.
Fontaine-les-Grès est une commune française située dans le département de l'Aube en région Grand Est.

## Géographie
|                          | Saint-Mesmin      |          |
| Échemines                | Fontaine-lès-Grès |          |
| Le Pavillon-Sainte-Julie |                   | Savières |

La commune se situe à 19 km au nord-ouest de Troyes, sur la route de Paris.
Sur un cadastre de 1810 apparaissent comme écarts : les Caves, Chalmaison, le ruisseau des Fontaines, les Granges-Rouges, Grès, la Haute-Borne, chemin de Saint-Gilles, le petit Saint-Mesmin, Saint-Pouange.

### Toponymie
Gres :  « endroits pierreux ». On le trouve écrit sous différentes formes : les Grez dans Cassini, Saint-Georges qui dépendait de Vallant-Saint-Georges.
Des deux paroisses, Fontaine-Saint-Georges et Les Grès, la Révolution française forma la commune de Fontaine-Saint-Georges ; dans le cadre des changements de noms à connotation royaliste ou religieux, la commune porta provisoirement le nom de Fontaine-les-Grès ; le nom de Fontaine-Saint-Georges fut repris à la fin de cette période jusqu'en 1859 où celui de Fontaine-les-Grès fut définitivement adopté.
La forme Fontaines est la plus courante, la suppression du s n'apparait pas avant 1443. La forme Fontaine-les-Grès est officielle depuis le décret du 8 janvier 1859 ; les maisons de Saint-Mesmin ont été rattachées par une loi du 16 mai 1886.

### Hydrographie
La commune est dans la région hydrographique « la Seine de sa source au confluent de l'Oise (exclu) » au sein du bassin Seine-Normandie. Elle est drainée par le ruisseau des Fontaines,.

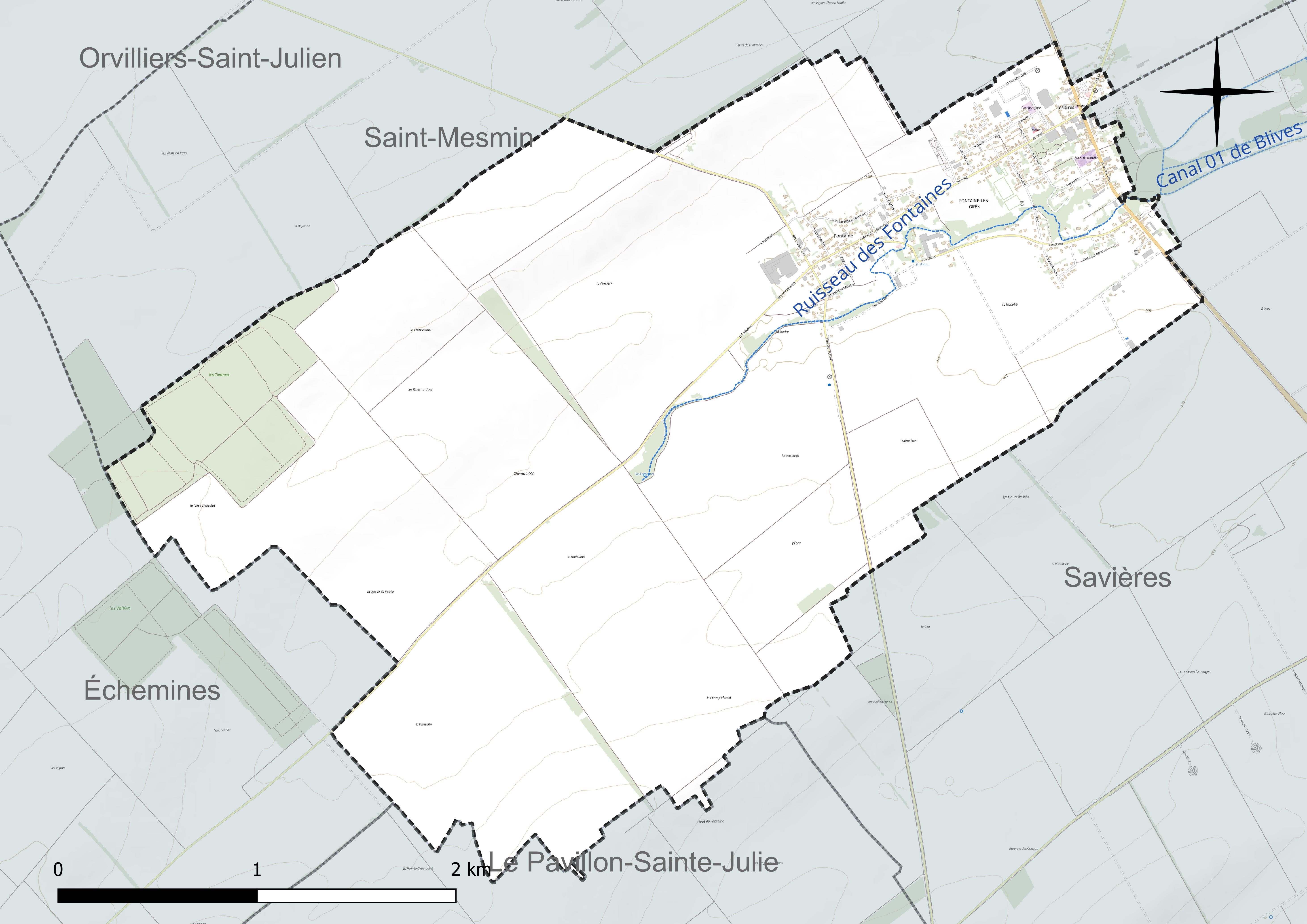
Réseau hydrographique de Fontaine-les-Grès.

### Climat
Pour des articles plus généraux, voir Climat du Grand Est et Climat de l'Aube.
En 2010, le climat de la commune est de type climat océanique dégradé des plaines du Centre et du Nord, selon une étude du Centre national de la recherche scientifique s'appuyant sur une série de données couvrant la période 1971-2000. En 2020, Météo-France publie une typologie des climats de la France métropolitaine dans laquelle la commune est exposée à un climat océanique altéré et est dans la région climatique Nord-est du bassin Parisien, caractérisée par un ensoleillement médiocre, une pluviométrie moyenne régulièrement répartie au cours de l’année et un hiver froid (3 °C).
Pour la période 1971-2000, la température annuelle moyenne est de 10,5 °C, avec une amplitude thermique annuelle de 15,7 °C. Le cumul annuel moyen de précipitations est de 691 mm, avec 11,6 jours de précipitations en janvier et 7,6 jours en juillet. Pour la période 1991-2020, la température moyenne annuelle observée sur la station météorologique de Météo-France la plus proche, « Troyes-Barberey », sur la commune de Barberey-Saint-Sulpice à 13 km à vol d'oiseau, est de 11,3 °C et le cumul annuel moyen de précipitations est de 644,6 mm. 
La température maximale relevée sur cette station est de 41,8 °C, atteinte le 25 juillet 2019 ; la température minimale est de −23 °C, atteinte le 17 janvier 1985,,.
Les paramètres climatiques de la commune ont été estimés pour le milieu du siècle (2041-2070) selon différents scénarios d'émission de gaz à effet de serre à partir des nouvelles projections climatiques de référence DRIAS-2020. Ils sont consultables sur un site dédié publié par Météo-France en novembre 2022.

## Urbanisme

### Typologie
Au 1er janvier 2024, Fontaine-les-Grès est catégorisée commune rurale à habitat dispersé, selon la nouvelle grille communale de densité à 7 niveaux définie par l'Insee en 2022.
Elle est située hors unité urbaine. Par ailleurs la commune fait partie de l'aire d'attraction de Troyes, dont elle est une commune de la couronne,. Cette aire, qui regroupe 209 communes, est catégorisée dans les aires de 200 000 à moins de 700 000 habitants,.

### Occupation des sols
L'occupation des sols de la commune, telle qu'elle ressort de la base de données européenne d’occupation biophysique des sols Corine Land Cover (CLC), est marquée par l'importance des territoires agricoles (85 % en 2018), en diminution par rapport à 1990 (89,5 %). La répartition détaillée en 2018 est la suivante : 
terres arables (85 %), zones urbanisées (9,6 %), milieux à végétation arbustive et/ou herbacée (5,1 %), forêts (0,3 %). L'évolution de l’occupation des sols de la commune et de ses infrastructures peut être observée sur les différentes représentations cartographiques du territoire : la carte de Cassini (XVIIIe siècle), la carte d'état-major (1820-1866) et les cartes ou photos aériennes de l'IGN pour la période actuelle (1950 à aujourd'hui).

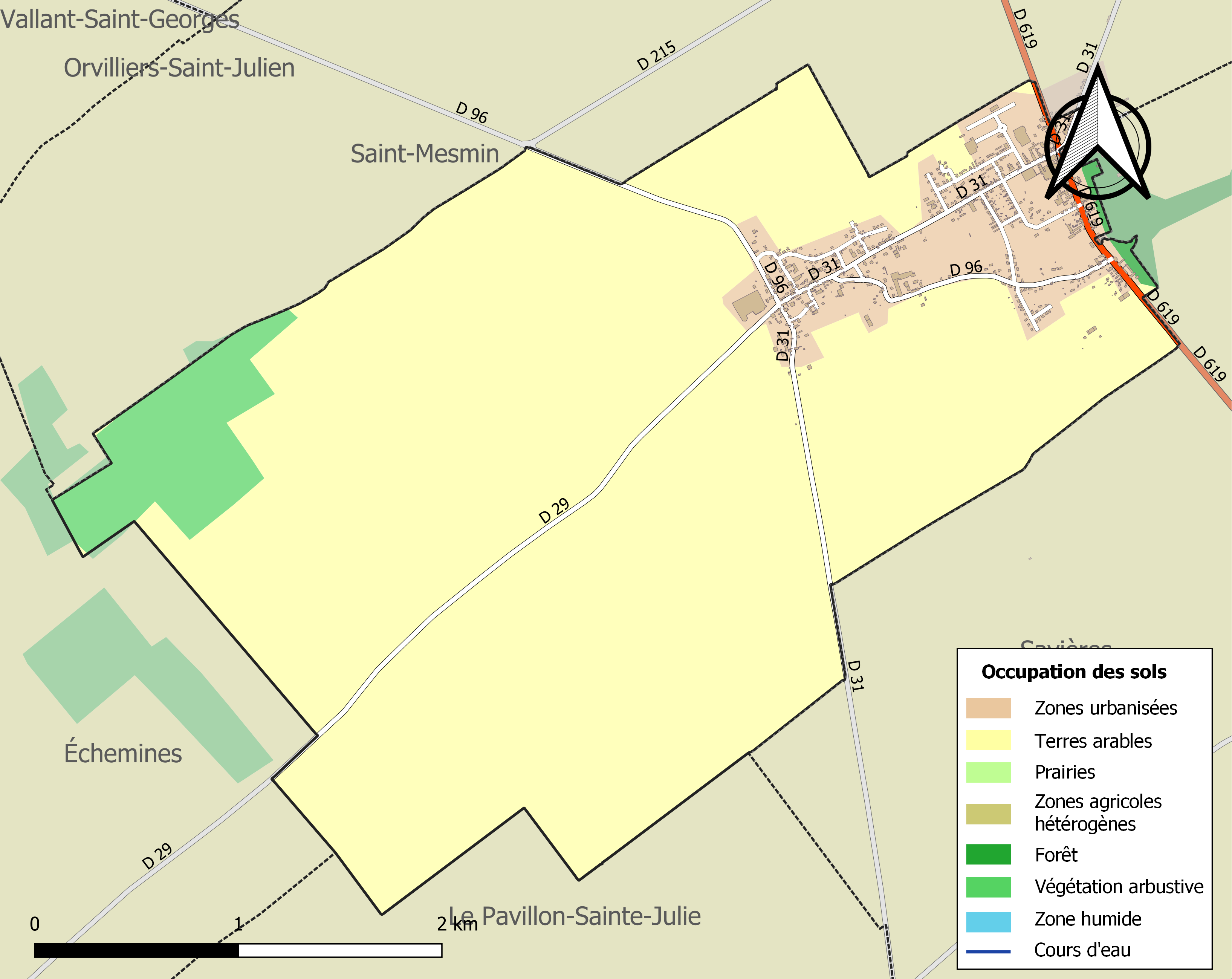
Carte des infrastructures et de l'occupation des sols de la commune en 2018 (CLC).

## Histoire
En 1269, Guillaume de Villacel fondait une chapelle dans le pourpris de sa maison seigneuriale, château ? En 1627, il est fait mention d'un hôtel seigneurial avec ruisseau et jardin pour une taille de 11 denrées.
En 1740 fut créé à Grès une poste-aux-chevaux qui remplaçait celle du Pavillon sur la route Paris - Bâle.
En 1789, Fontaine-Saint-Georges ou Lez-Saint-Georges dépendait de la l'intendance et de la généralité de Châlons, de l'élection et du bailliage de Troyes et du bailliage seigneurial de Payns.

## Politique et administration
| Période                                  | Période  | Identité            | Étiquette | Qualité   |
| ---------------------------------------- | -------- | ------------------- | --------- | --------- |
| mars 2001                                | 2014     | Michel Larbaletier  |           |           |
| mars 2014                                | En cours | Marie-Claude Liévin | DVG       | Retraitée |
| Les données manquantes sont à compléter. |          |                     |           |           |

## Démographie
L'évolution du nombre d'habitants est connue à travers les recensements de la population effectués dans la commune depuis 1793. Pour les communes de moins de 10 000 habitants, une enquête de recensement portant sur toute la population est réalisée tous les cinq ans, les populations de référence des années intermédiaires étant quant à elles estimées par interpolation ou extrapolation. Pour la commune, le premier recensement exhaustif entrant dans le cadre du nouveau dispositif a été réalisé en 2007.

En 2022, la commune comptait 903 habitants, en évolution de +3,32 % par rapport à 2016 (Aube : +0,7 %, France hors Mayotte : +2,11 %).
| 1793 | 1800 | 1806 | 1821 | 1831 | 1836 | 1841 | 1846 | 1851 |
| ---- | ---- | ---- | ---- | ---- | ---- | ---- | ---- | ---- |
| 284  | 237  | 326  | 357  | 425  | 440  | 447  | 478  | 448  |

| 1856 | 1861 | 1866 | 1872 | 1876 | 1881 | 1886 | 1891 | 1896 |
| ---- | ---- | ---- | ---- | ---- | ---- | ---- | ---- | ---- |
| 463  | 433  | 494  | 483  | 440  | 453  | 447  | 451  | 412  |

| 1901 | 1906 | 1911 | 1921 | 1926 | 1931 | 1936 | 1946 | 1954 |
| ---- | ---- | ---- | ---- | ---- | ---- | ---- | ---- | ---- |
| 403  | 385  | 410  | 459  | 587  | 770  | 790  | 705  | 831  |

| 1962 | 1968 | 1975 | 1982 | 1990 | 1999 | 2006 | 2007 | 2012 |
| ---- | ---- | ---- | ---- | ---- | ---- | ---- | ---- | ---- |
| 865  | 891  | 846  | 863  | 915  | 905  | 893  | 891  | 874  |

| 2017 | 2022 | - | - | - | - | - | - | - |
| ---- | ---- | - | - | - | - | - | - | - |
| 876  | 903  | - | - | - | - | - | - | - |

## Lieux et monuments
- Église Saint-Agnès (de Michel Marot (architecte)).
- Église Saint-Nicolas est du XIIe siècle et fut grandement remaniée au XVIe siècle. Elle était à l'entière collation de l'évêque et du doyenné de Marigny. Elle fut longtemps une succursale de celle de Saint-Mesmin.
- Chapelle de la maison de retraite Sainte-Marthe de Fontaine-les-Grès.

Église Sainte-Agnès.

## Personnalités liées à la commune
- Gabriel Pierre Patrice Rambourgt (1773-1848), général d'Empire, est né dans la paroisse de Fontaine-Saint-Georges.
- Fernand Doré (1860-1922).

## Entreprise de la commune
- Doré Doré, société française de fabrication de chaussettes et de collants